# Bryconamericus terrabensis
Bryconamericus terrabensis és una espècie de peix de la família dels caràcids i de l'ordre dels caraciformes.

## Morfologia
- Els mascles poden assolir 9 cm de llargària total.[4]

## Alimentació
Menja llavors i d'altres matèries vegetals, i insectes.

## Hàbitat
Viu en zones de clima tropical entre 22 °C - 27 °C de temperatura.

## Distribució geogràfica
Es troba a Centreamèrica: Costa Rica.